# Mimostedes sudanicus
Mimostedes sudanicus là một loài bọ cánh cứng trong họ Cerambycidae.